# 管嗣裘
管嗣裘（？—1654年），字冶仲，湖廣衡州府衡陽縣人，明朝、南明政治人物。

## 生平
管嗣裘之父管大成是天啟元年（1621年）舉人，曾擔任福州通判，調往應天，遷官刑科給事中。管嗣裘於崇禎十五年（1642年）舉湖廣鄉試。張獻忠破衡州，他逃到南嶺以南。舊識蘇觀生在廣州擁立紹武帝時，授與他給事中，不受。返回衡州與王夫之、僧人性翰起兵衡山，和張曠、李跨鼇、吳汝潤、周士儀等人共同商討策略，互通消息。軍隊潰散，管嗣裘逃到永曆帝行在，除中書舍人。永曆四年二月（1650年），金堡、丁時魁、蒙正發、劉湘客等「南明五虎」下錦衣衛獄，是為「五虎之獄」，管嗣裘和王夫之到嚴起處告訴他：「國勢如此，仍然做這樣的事，如何對待天下後世？」嚴起恒回應：「我也是被冤枉的，沒有如何！」管嗣裘答：「誰人主持國政到這樣地步，你不可以說是冤枉的。」嚴起恒沉默不語。廣西失守，他在靈川的山中躲藏，冬天穿著爛棉衣採摘苦菜食用，與劉遠生在谿峒步行吟詠，以死發誓。李定國恢復桂林，管嗣裘和他商量機務，說服永曆帝拒絕孫可望。永曆八年（1654年），他在永安州遇害。

## 引用
1. 1 2  錢海岳《南明史·卷五十六·列傳第三十二》：（管）嗣裘，字冶仲，衡陽人。父大成，天啟元年舉於鄉，自福州通判調應天，遷刑科給事中。嗣裘，崇禎十五年舉於鄉。獻忠破衡州，走嶺外。故與蘇觀生善，廣州建號，授給事中，不受。歸與王夫之、僧性翰起兵衡山，偕張曠、李跨鼇、吳汝潤、周士儀商方畧，通消息。兵潰，走行在，除中書舍人。
2. ↑  錢海岳《南明史·卷三·本紀第三》：（永曆四年二月）丁亥……太常卿丁時魁，都給事中金堡、蒙正發，侍讀學士劉湘客以罪下獄，杖戍。
3. ↑  錢海岳《南明史·卷五十六·列傳第三十二》：五虎之獄，與夫之詣嚴起恒曰：「國勢如此，而作如此事，奈天下後世何？」起恒曰：「吾亦冤之，無如何！」嗣裘曰：「誰秉國鈞，而令至是，相公不可為此言。」起恒默然。廣西陷，匿靈川山中，冬月負敗絮採苦菜以食，與（劉）遠生行吟谿峒中，以死自誓。定國復桂林，與議機務，說迎上拒孫可望。八年，遇害永安州。